# Canton de Garges-lès-Gonesse-Est
Le canton de Garges-lès-Gonesse-Est est une ancienne division administrative française, située dans le département du Val-d'Oise et la région Île-de-France.

## Composition
Le canton de Garges-lès-Gonesse-Est comprenait deux communes jusqu'en mars 2015 :
| Nom                            | Code Insee | Intercommunalité         | Superficie (km2) | Population (dernière pop. légale) | Densité (hab./km2) |
| ------------------------------ | ---------- | ------------------------ | ---------------- | --------------------------------- | ------------------ |
| Garges-lès-Gonesse (chef-lieu) | 95268      | CA Roissy Pays de France | 5,47             | 41 962 (2014)                     | 7 671              |
| Bonneuil-en-France             | 95088      | CA Roissy Pays de France | 4,71             | 930 (2014)                        | 197                |

Seule une fraction de la commune de Garges-lès-Gonesse (21 442 habitants en 2011) fait partie du canton.

## Représentation

### Conseillers généraux du canton deGarges-lès-Gonesse
| Période | Période | Identité                  | Étiquette | Qualité                                                                                                  |
| ------- | ------- | ------------------------- | --------- | --- |
| 1967    | 1982    | Robert Pochon (1928-2013) | PCF       | Commerçant puis employé Maire de Garges-lès-Gonesse (1965-1978)                                          |
| 1982    | 1985    | Henri Cukierman           | PCF       | Chauffeur Maire de Garges-lès-Gonesse (1978-1995) Elu en 1985 dans le Canton de Garges-lès-Gonesse-Ouest |

### Conseillers généraux de Garges-lès-Gonesse-Est
| Période | Période          | Identité         | Étiquette    | Qualité |
| ------- | ---------------- | ---------------- | ------------ | --- |
| 1985    | 1995 (démission) | Nelly Olin       | DVD puis RPR | Assistante de direction Maire de Garges-lès-Gonesse (1995-2004) Vice-Présidente du Conseil Général (1992-1995) Sénatrice du Val-d'Oise (1995 → 2004) |
| 1996    | 2001 (démission) | Francis Parny    | PCF          | Conseiller d'éducation Premier adjoint au maire de Garges-lès-Gonesse (1992-1995) Conseiller régional (1998-2014)                                    |
| 2001    | 2004             | Ahmed Guénad     | DVD          | Chef d'entreprise, ancien champion de boxe et de karaté Maire-adjoint de Garges-lès-Gonesse                                                          |
| 2004    | 2015             | Hussein Mokhtari | PS           | Agent RATP Vice-Président du Conseil Général Conseiller municipal de Garges-lès-Gonesse                                                              |

## Élections cantonales de mars 2011
(septembre 2013).
Le canton de Garges-Est a été renouvelé en mars 2011. Exceptionnellement, le candidat élu a un mandat de 4 ans courant jusqu'en 2015.

Hussein Mokhtari a été réélu au second tour face à Maurice Lefèvre, maire UMP de Garges.

## Démographie
| 1990   | 1999   | 2006   | 2011   | 2012   |
| ------ | ------ | ------ | ------ | ------ |
| 24 086 | 23 052 | 22 497 | 22 154 | 23 016 |